# Élections générales espagnoles de février 1843
Les élections générales espagnoles de février 1843 sont les élections à Cortès célébrées en Espagne le 27 février 1843, durant la régence d'Espartero, au suffrage censitaire masculin.
La législature commence le 3 avril 1843 et prend fin le 26 mai 1843.  Le président du Congrès des députés est Ramón Giraldo y Arquellada jusqu'au 30 avril 1843 puis Manuel Cortina y Arenzana.